# Hans Adolf Kühn
Hans Adolf Kühn (* 24. Oktober 1914 in Rostock; † 1999 in Freiburg im Breisgau) war ein deutscher Internist und Hochschullehrer.

## Werdegang
Hans Adolf Kühn wurde als Sohn des Internisten, späteren Professors der inneren Medizin, Adolf Kühn (1871–1942) geboren. Er studierte Medizin an den Universitäten München und Freiburg im Breisgau, wo er 1939 mit einer Arbeit über die Bestimmung der Herzspitze bei formveränderten Herzen im Röntgenbild promoviert wurde und bis 1959 tätig war: bis 1940 im Institut für Pathologie, dann bis 1945 als Kriegsdienstleistender am  Luftfahrtmedizinischen Institut der Universität, anschließend im Bereich der Inneren Medizin. Im Jahr 1951 habilitierte er sich für Innere Medizin mit einer Arbeit auf dem Gebiet der Hepatologie. Kühn wurde 1957 zum Apl. Professor ernannt und wechselte 1958 als Chefarzt an die Medizinische Klinik im Städtischen Krankenhaus Lübeck-Süd. 1965 wurde er zum Lehrstuhlinhaber für Innere Medizin an der Universität Gießen berufen, von 1970 bis zu seiner Emeritierung im Jahr 1980 war er in selber Funktion an der Julius-Maximilians-Universität Würzburg als Nachfolger von Ernst Wollheim tätig. Sein Nachfolger wurde Kurt Kochsiek.
Hans Adolf Kühn machte sich unter anderem einen Namen als langjähriger Herausgeber eines Standard-Lehrbuchs der Inneren Medizin.

## Ehrungen (Auswahl)
- 1975: Ehrenmitgliedschaft der Deutschen Gesellschaft für Gastroenterologie, Verdauungs- und Stoffwechselkrankheiten
- 1984: Thannhauser-Medaille

## Veröffentlichungen (Auswahl)
- Hans Adolf Kühn, Joachim Schirmeister: (Hrsg.) Innere Medizin. Ein Lehrbuch für Studierende und Ärzte. 5. Auflage. Springer, Berlin 1989. ISBN 978-3-642-73789-3